# Яцко, Александр Владимирович
Алекса́ндр Влади́мирович Яцко́ (род. 13 июня 1958, Минск) — советский и российский актёр театра и кино, театральный режиссёр, телеведущий. Заслуженный артист Российской Федерации (2005).

## Биография
Родился 13 июня 1958 года в Минске.
В 1980 году окончил архитектурный факультет Белорусского политехнического института.
В 1985 году окончил актёрский факультет Школы-студии МХАТ СССР имени Горького.
С 1985 по 1993 гг. работал в Театре на Таганке, где сыграл роли: Альцест («Мизантроп» Мольера), Барон («На дне» М. Горького), Пилат («Мастер и Маргарита» М. Булгакова) и др. Принимал участие в спектакле «Артели Артистов Сергея Юрского» «Игроки — XXI» (Швохнев).
С 1993 года — актёр театра имени Моссовета.
В 2000—2001 годах исполнял роль Гепарда в детской познавательной передаче «КОАПП» на ОРТ.
С конца 1990-х годов озвучивает документальные фильмы и рекламу, с ноября 2002 по 21 июня 2003 года был голосом телеканала ТВС, озвучивал анонсы передач и фильмов телеканала.
С января по июнь 2016 года вёл программу «Раскрывая мистические тайны» на телеканале «Москва Доверие». С октября 2019 года ведёт программу «Во власти городов» на телеканале «Москва 24». С сентября 2020 по июнь 2022 года вёл программу «По следу монстра» (проект Дэвида Гамбурга) на НТВ.

## Роли в театре
- «Собачий вальс» (Карл)
- «Жестокие игры» (Олег Павлович)
- «Горе от ума» (Фамусов)
- «Рюи Блаз» (Дон Цезарь де Базан)
- «Внезапно прошлым летом» (Доктор)
- «Мамаша Кураж и её дети» (Полковой священник)
- «Дамская война» (Барон де Монришар)
- «Обручённые» (Безымянный)
- «Чайка» (Дорн)
- «Игра» (Чемпион), так же сценограф и режиссёр.
- «Бог» (Творец)
- «Муж, жена и любовник» (Вельчанинов)
- Не будите мадам (Роже)
- Сирано де Бержерак (де Гиш)
- Шиворот-навыворот (Дракон)
- «Ревизор» (Городничий)
- «Опасные связи» (виконт де Вальмон)
- «Формула любви» (граф Калиостро)

В 1994—1995 годах поставил спектакли «Генрих IV» и «Ричард II» У. Шекспира в театре «Русский Глобус» (собственная антреприза) и сыграл роль Ричарда.
В 2002 году поставил телевизионный фильм-спектакль «А. П.» по пьесе М. А. Булгакова «Александр Пушкин».

## Фильмография
- 1985 — Тайная прогулка — Макс фон Гёрлиц, обер-лейтенант вермахта
- 1986 — Выкуп — лыжник-террорист
- 1987 — Мужские портреты — художник
- 1989 — Прямая трансляция — Майкл, художник
- 1990 — Русский отдел / The Russia House (США) — русский писатель
- 1991 — Водоворот —
- 1992 — Вальс золотых тельцов — террорист, разгадывающий кроссворд
- 1993 — Кодекс бесчестия —
- 1993 — Бегущий по льду / The Ice Runner (США) — Дмитрий
- 1994 — Железный занавес — дядя Кости Савченко, военнослужащий
- 1995 — Священный груз / Sacred cargo (США) — Олег
- 1996 — Мужчина для молодой женщины — следователь
- 1996 — Маркиз де Сад / Marques de Sade (США, Россия) — охранник
- 1996 — Карьера Артуро Уи. Новая версия — комментатор
- 1997 — Миротворец / The Peacemaker (США) — русский офицер
- 1998 — Страна глухих — кредитор
- 1999 — Каменская (фильм № 4 «Смерть ради смерти» и фильм № 5 «Шестёрки умирают первыми») — Борис Шалыгин
- 2001 — Кобра (фильм № 1 «Замороженный транзит») — Лечи Варсаев, контрабандист
- 2001 — Кобра. Антитеррор (фильм № 3 «Комплекс вины») — Артур Джумагалиев
- 2001 — Сыщики (фильм № 2 «Октябрёнок с самолётиком») — Невсебеев, помощник Баболюбова
- 2001 — На углу, у Патриарших 2 — Авила
- 2002 — Марш Турецкого 3 (фильм № 3 «Имеются человеческие жертвы») — Виталий Клемешев, мэр Степногорска
- 2002 — Дронго — Ионидис
- 2002 — Дом дураков — эпизод
- 2002 — Башмачник — «Зелёный»
- 2003 — Пан или пропал — Рой Нильсен, датчанин, этнограф
- 2003 — Инструктор — «Пика», бывший спецназовец на пенсии
- 2003 — Бедная Настя — князь Александр Репнин, отец Михаила и Натальи (нет в титрах)
- 2004 — Формула — Евгений Лейн, фотограф, бывший муж Юлии Белкиной
- 2004 — Надежда уходит последней — Игорь Львович Шахновский
- 2004 — Медная бабушка — Николай Павлович
- 2004 — Дорогая Маша Березина — Герман Петрович Уткин
- 2004 — Влюблённые 2 — мулла
- 2004 — Близнецы — Виктор Иннокентьевич Суворов, друг Ерожина, эксперт-криминалист в Новгороде
- 2005 — Хиромант — Леонид Анатольевич Певцов, отец Кати, студенческий товарищ отца Сергея
- 2005 — Один из многих
- 2005 — Наследницы 2 — Глеб, любовник Саши
- 2005 — Клоунов не убивают — Калаченко
- 2005 — КГБ в смокинге — Оффер Тиш / пан Вшола
- 2005 — Авантюристка (фильм № 1 «Смерть в наследство») — Антуан
- 2006 — Тюрьма особого назначения — Дмитрий Дронов, осуждённый по прозвищу «Химик»
- 2006 — Охотник — князь Мирослав Ярополкович
- 2006 — Офицеры — «Аспид-1», советский военный лётчик в Сантильяно
- 2006 — Не было бы счастья… — Вадик, муж Лоры
- 2006 — Мытищинский маньяк —
- 2006 — Моцарт — композитор, сотрудничавший с Маэстро
- 2006 — Жулики — Перов, врач службы скорой медицинской помощи
- 2006 — Вызов 2 (фильм № 4 «Предсказание») — Виктор Аверьянов
- 2006 — Блюз опадающих листьев — Дмитрий, друг Сергея, охранник в элитном доме
- 2006 — Цена безумия — Иван, художник, муж Жеки
- 2007 — Эксперты (фильм № 3 «Группа крови») — Аркаша
- 2007 — Молодой Волкодав — Тиргей
- 2007 — Колобков. Настоящий полковник! — Николай Покрошинский
- 2007 — Клуб 69 — «Голландец», киллер
- 2007 — Запах жизни
- 2007 — Бешеная (фильм № 1 «Игры волков») — Денис Петрович Клюев, майор милиции
- 2008 — Срочно в номер 2 (фильм № 8 «Старомодное преступление») — Коржавин, управляющий банком
- 2008 — Новая жизнь сыщика Гурова (фильм № 1 «Спиноза») — Николай Васильевич Авдеев, полковник
- 2008 — Мой осенний блюз — Кирилл, сын Антонины Сергеевны, бывший военный
- 2009 — Путь — Николай Хомчик, полковник
- 2009 — Ермоловы — Роман Кобольд, олигарх
- 2009 — Всё, что нужно — это любовь — посланник
- 2009 — История лётчика — Буланов
- 2009 — Криминальное видео 2 (фильм № 1 «Чёрный человек») — Николай Викторович Погорелов
- 2009 — Любить и ненавидеть (дело № 4 «13 способов ненавидеть») — «Игрок»
- 2009 — Предлагаемые обстоятельства (фильм № 4 «Богатый наследник») — Сергей, садовник
- 2010 — Блюз-кафе —
- 2010 — Вы заказывали убийство — Давид Ахметович Каримов («Дод»), помощник Залеева
- 2010 — Девичник — Михаил Луконин, любовник Вики
- 2010 — Доктор Тырса (серия № 9) — Максим Андреевич Бергер, гроссмейстер
- 2010 — Естественный отбор — Геннадий Чугуев, майор особого отдела
- 2010 — Судмедэксперты — Вячеслав Петрович Бадылко, судмедэксперт
- 2010 — От сердца к сердцу — Владимир Дмитриевич Лоевский, хозяин дома
- 2010 — Столица греха — Боб Си (Борис Сидоров), режиссёр
- 2010 — Счастье по контракту — Саша, друг Одинцова
- 2010 — Хранители сети — Виталий Юрьевич, банкир
- 2010—2011 — Ефросинья — Алексей Завьялов, врач лазарета
- 2011—2012 — Закрытая школа — Пётр Алексеевич Морозов, бизнесмен, директор элитной школы-пансиона «Логос»
- 2011 — Амазонки (серия № 7 «Смерть на подиуме») — Александр Мелов, серийный убийца
- 2011 — Бомбила — Игорь Георгиевич Калинин («Молчун»), начальник службы безопасности фирмы
- 2011 — Знахарь 2: Охота без правил — «Кислый»
- 2011 — Сердце Марии — отец Михаил, священник
- 2012 — Военный госпиталь — майор Денисов
- 2012 — МУР. Третий фронт (фильм № 1 «1942») — Широков, уголовник по прозвищу «Резаный»
- 2012 — Искатели приключений — Сергей, гонщик и изобретатель
- 2012 — Порох и дробь — Леонид Андреевич Ковальский, подполковник в запасе, преподаватель академии МВД
- 2012 — Хмуров — Евгений Николаевич Хмуров, полковник юстиции, начальник архива СК
- 2013 — Красавица — Сергей Сергеевич Удалов, криминальный бизнесмен
- 2013 — Излечить страх — Зверев, священник, отрёкшийся от сана
- 2013 — Роковое наследство — Михаил Михайлович Гаев, олигарх
- 2014 — Спираль — Борис
- 2014 — Танкисты своих не бросают — Росман
- 2014 — Профессия акушер — Юрий Колмогоров
- 2014 — Академия — Роткин
- 2014—2019 — Тест на беременность — Юрий Алексеевич Колмогоров, чиновник от медицины
- 2015 — Лондонград — Кирилл Савенко, отец Артёма
- 2015 — Кухня — Антон Владимирович, новый шеф-повар ресторана «Victor»
- 2015 — Пионеры-герои — Миша
- 2016 — За лучшей жизнью — Виктор Петрович Пересветов, богатый бизнесмен
- 2016 — Невеста из Москвы — Георгий Михайлович Фаворский, миллионер, владелец крупной британской корпорации
- 2016 — 25-й час — Игорь Николаевич Матвеев, врач-нейрохирург, профессор
- 2017 — Большие деньги (Фальшивомонетчики) — Юрий Александрович Колесников, вор-фальшивомонетчик по прозвищу «Врубель»
- 2017 — Жених для дурочки — Аркадий Иванович Травин
- 2017 — Секретарша — Сергей Никулин
- 2017 — Тот, кто не спит — Достоевский
- 2018 — Ангелина — Глеб
- 2017 — Линия света — Даниил Андреевич Черепанов (Светлейший Даниил), глава секты «Линия света»
- 2018 — Пёс 4 — Борис Борисович Громов
- 2018 — Так не бывает — Леонид Хохлов/ Леонсио Хорхес
- 2018 — Пуля — Станислав Олегович Полташевич, управляющий нефтяной компанией
- 2018 — Жёлтый глаз тигра — адвокат «Коня»
- 2019 — Подлежит уничтожению — Иван Романович Сычёв, майор НКВД, резидент Абвера
- 2019 — Проспект Обороны — Мага
- 2019 — Клетка для сверчка — Юрий Вятский
- 2020 — Агеев — Станислав Нахимов, глава строительной компании «Адмирал Гарант»
- 2020 — Скажи что-нибудь хорошее — дед Георгия
- 2021 — Чикатило — судья
- 2021 — Инсомния — Николай Павлович, художник
- 2021 — Холодные берега. Возвращение — Виктор Николаевич Чернышёв, психолог
- 2022 — Этерна: Часть первая — граф Ларак, главный советник королевского дома
- 2022 — Эпидемия (11-я серия) — Волхв, глава языческой общины
- 2022 — Смычок — Лев Николаевич Корогодский, преподаватель консерватории
- 2022 — Жизнь по вызову — бизнесмен
- 2022 — Бедный олигарх — Роман Аркашкин
- 2022 — Тётя Марта — Виктор Сергеевич, отец Ольги Викторовны, начальник шоколадной фабрики
- 2023 — Шаляпин — Михаил Врубель
- 2024 — Недетское кино — Кощей
- 2024 — Красный 5 — профессор Виктор Семёнович Касабуцкий, учёный-генетик

## Семья
Первая жена — актриса Елена Валюшкина. У них двое детей: сын Василий (1997) и дочь Мария (2002). Разошлись осенью 2014 года. По словам Валюшкиной, официально развелись за 8 лет до того — с целью решить квартирный вопрос, который так и не был решён.
Вторая жена — продюсер Дарья Отвага, младше Яцко на 31 год. Есть дочь.